# Sexta División del Ejército (Bolivia)
La Sexta División del Ejército es una de las diez divisiones del Ejército de Bolivia. Su misión es la conducción de operaciones militares y su base se localiza en el municipio de Trinidad, departamento del Beni.

## Historia
En 1932, la División se componía por dos regimientos de infantería.
En la segunda mitad de la década de 1970, el Ejército de Bolivia adoptó una organización que incorporó cuatro cuerpos de ejército. La Sexta División formó parte del IV Cuerpo de Ejército hasta la disolución de este en los años noventa. Mientras tanto, para los años ochenta, la Sexta División se componía por un regimiento de infantería y dos batallones de ingenieros.
Organización de la década de 1990: tres regimientos de infantería, un regimiento de caballería, un regimiento de artillería y dos batallones de ingenieros.

## Organización
Sus unidades dependientes son:
- el Regimiento de Infantería 16;
- el Regimiento de Infantería 17;
- el Regimiento de Infantería 19;
- el Regimiento de Caballería 2;
- y el Batallón de Ingeniería II.